# Linescio
Linescio is een gemeente en plaats in het Zwitserse kanton Ticino, en maakt deel uit van het district Vallemaggia.
Linescio telt 42 inwoners.